# Wielka Wieś (województwo pomorskie)
Wielka Wieś (kaszb. Wielgô Wies, niem. Großendorf) – stara wieś kaszubska w Polsce położona w województwie pomorskim, w powiecie słupskim, w gminie Główczyce.
W latach 1975–1998 miejscowość należała administracyjnie do województwa słupskiego.

## Nazwa
Pierwotna nazwa miejscowości, wzmiankowana w najstarszych poświadczeniach w formach Czerentin (1469), Czarentcze (1488), Sarrentin (1498), ma pochodzenie słowiańskie i charakter dzierżawczy. Powstała przez dodanie do nazwy osobowej *Żaręta formantu -ino i w języku polskim została zrekonstruowana jako *Żaręcino. Ostatnie wzmianki tej nazwy pochodzą z XVI wieku.
Pierwotna nazwa słowiańska została zastąpiona przez nazwę niemiecką Großendorf, wzmiankowaną po raz pierwszy w 1804. Nazwa ta ma charakter kulturowy i składa się z dwóch członów: przymiotnika groß „duży, wielki” i nazwy pospolitej Dorf'. Nazwa ta jest podstawą form-odbitek: odnotowanych przez Friedricha Lorentza wariantów słowińskich Vjẽlgå vjìe̯s, Vjelgǻu̯vjĕs, Vjelgáo̯vjĕs, a także współczesnej nazwy polskiej Wielka Wieś.
Rada Języka Kaszubskiego proponuje kaszubską formę nazwy Wiôlgô Wies.

## Historia
Podobnie jak wiele występujących na terenie gminy Główczyce folwarków, wieś stanowiła starą własność lenną rodu von Stojentinów nadane i potwierdzone przez kolejnych książąt pomorskich w latach 1564, 1618 i 1621.

### Kalendarium
- 1284 rok – pierwsza wzmianka o wsi[10].
- 1469 rok – w dokumentach z tego okresu wymieniani byli dwaj bracia Maus i Lorenz von Stojentin[10].
- W 1612 roku Eilhard Lubinus, kartograf sporządzający z polecenia księcia Filipa II mapy tych regionów, nadmienił, że w Wielkiej Wsi nie spotkał ani jednego człowieka mówiącego po niemiecku[11].
- 1686 rok – poprzez małżeństwo Barbary Marii Stojentin z Kasparem Otto von Podewils wieś przeszła do tej rodziny[10].
- 1717 rok – właścicielem był Decanus Casp. Otto von Podewils[10].
- 1784 rok – we wsi był folwark, 16 chłopów, karczma, kuźnia, nauczyciel i 23 dymy. Do dóbr należał także wyodrębniony nowy folwark Dochowo (niem. Dochow). Majątek był własnością hrabiego Friedricha Heinricha von Podewils[10].
- Od 1797 roku – rezydowała tu rodzina von Braunschweig[10].
- 1803 rok – majątek nabył Ernst Gustaw von Mitzlaff[10].
- 1834 rok – dobra przeszły na Heinricha Otto Eugena von Mitzlaff i do 1908 roku przechodziły na kolejnych spadkobierców w obrębie tej rodziny[10].
- 1 grudnia 1871 roku – we wsi było 26 budynków mieszkalnych, 34 gospodarstwa i żyło tu 228 mieszkańców (4 lata wcześniej było ich 349). Ostatnim panem dóbr w Wielkiej Wsi wraz z folwarkiem Dochowo był Friedrich Leo von Schwerdtner[10].
- 1939 rok – Wielka Wieś z Dochowem i Dochówkiem (niem. Dochow Schäferei) liczyła 1.502 ha powierzchni i 553 mieszkańców. Obok 897 ha dużego majątku pańskiego było jeszcze 47 chłopskich gospodarstw, z których 17 liczyło do 10 ha, 27 do 20 ha, a 3 ponad 20 ha. Podatek za grunt był wysoki i wynosił 9,10 RM/ha. W wiosce znajdowała się gospoda Maxa Soycka, „handel wyrobami mieszanymi” W. Pascha, kuźnia Leo Milowa oraz zakłady krawieckie – Heleny Hoppe i Friedy Knaack. W Wielkiej Wsi była 2-klasowa szkoła. Nauczycielami byli panowie: Riedel, Paul Knittel i Rudolpf Kropp. Ostatnio uczęszczało tam 67 dzieci[10].

## Zabytki
- Pałac w Wielkiej Wsi o częściowo XVIII wiecznych murach, elewacje klasycystyczne, kryty dachem naczółkowym, w narożu niska wieżyczka[12].